# Giuseppe Pisauro

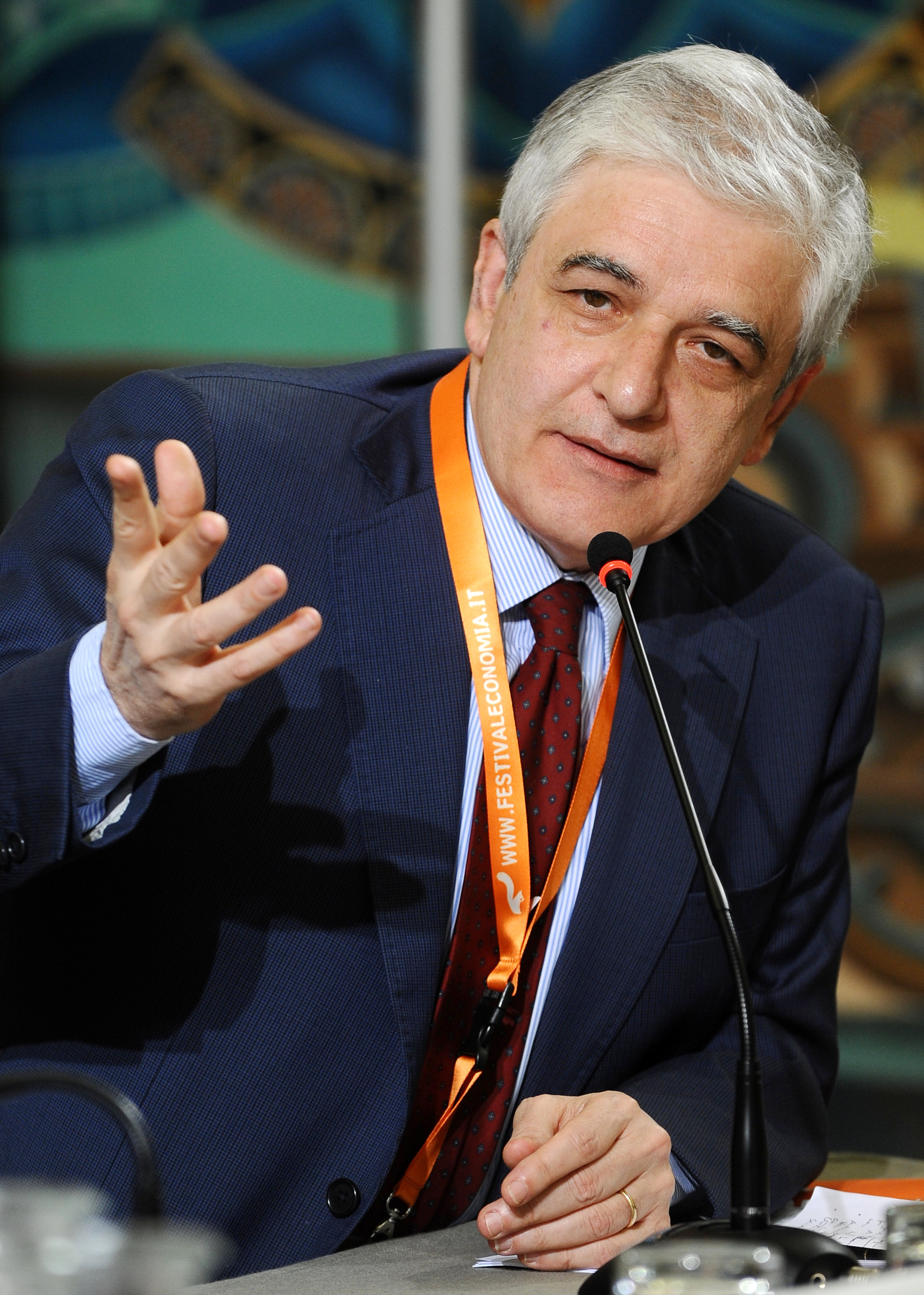
Giuseppe Pisauro al Festival dell'economia di Trento nel 2013

Giuseppe Pisauro (Roma, 2 luglio 1955) è un economista italiano.

## Biografia
È Professore ordinario di Scienza delle finanze presso l'Università "La Sapienza" di Roma. Ha fatto parte della Commissione tecnica per la spesa pubblica dal 1991 al 2003 e della Commissione tecnica per la finanza pubblica (2006-2008). Dal 2006 al 2014 è stato rettore della Scuola Superiore dell'Economia e delle Finanze. Il 30 aprile del 2014 è stato nominato, con funzioni di presidente, membro del Consiglio direttivo dell'Ufficio parlamentare di bilancio, l'istituzione fiscale indipendente italiana istituita dalla legge 243 del 2012 di applicazione della riforma dell'articolo 81 della Costituzione (www.upbilancio.it). È membro della redazione de Lavoce.info.Dal 4 ottobre 2020 e editorialista economico del quotidiano Domani.